# 簡寧
劉毓華（英語：Kennie Lau Yuk-wah，？—），筆名簡寧，香港音樂人，前香港寶麗金唱片的國際唱片部唱片宣傳、中文部经理、董事總經理，是香港20世纪80年中期出道的填词人。最初以樂評人身份進入香港樂壇。他曾經於1970年代，在《音樂人周報》、《年青人周報》、《青年周報》、《唱片騎師周報》、《金電視》、《新電視》、《明報周刊》等香港流行刊物發表過很多他對好些外國唱片的評論與心得的文章，深受香港讀者愛戴。

## 經歷

### 唱片人
1979年，簡寧加入香港寶麗金唱片有限公司擔任該公司的國際唱片部為唱片宣傳，專門負責外國唱片的市場推廣。其後，被公司委派專責宣傳日本流行音樂。
1980年代初，寶麗金唱片在香港及東南亞掀起日本音樂風潮，簡寧所負責的藝人如西城秀樹、澤田研二、谷村新司、安全地帶、玉置浩二、因帆晃、布施明、中島美雪、田原俊彥、（The Checkers）チェッカーズ、（The Alfee）アルフィ、柏原芳惠、少女隊等等......都成為街知巷聞的日本藝人，甚至前衛如電子樂大師喜多郎的《絲綢之路》系列，當年在香港也創出了電子樂的最佳唱片銷量。1980年初，這股日本音樂風，不但為電臺、電視臺、雜誌媒體、唱片市場帶來嶄新的強大動力外，也為漸見雛形的香港樂壇立下了在音樂風格、藝人形象、藝人管理及演唱會模式方面樹立楷模， 而且影響深遠。有見及此，香港寶麗金唱片公司將劉毓華提升至董事總經理，負責本地唱片市場的宣傳，從此他踏入了香港寶麗金中文唱片鼎盛的黃金十年。

### 填詞人
在踏入本地唱片部門之前，他被公司監製賞識，邀請他嘗試加入作詞的行列，最初用真名「劉毓華」嘗試寫了好幾首流行曲，後來以「簡寧」為筆名，一寫就轉眼十多年光景，在他的作品中，部分可謂代表作品，包括《張學友、湯寳如 - 相思風雨中》、《張學友 - 一顆不變心》、《張學友 - 愛得比你深》、《李克勤 - 夏日之神話》、《周慧敏 - 出嫁的清晨》、《周慧敏 - 孤单的心痛》、《譚詠麟 - 水中花》、《譚詠麟 - 夢仍是一样》、《譚詠麟 - 銀河歲月》、《黎瑞恩、張學友 - 長流不息》、《陳慧嫻 - 人生何處不相逢》、《陳慧嫻 - 飘雪》、《黎明 - 今夜你會不會來》、《黎明 - 相逢在雨中》、《黃凱芹 - 雨中的戀人們》、《劉德華 - 可不可以》...等。他亦曾經用過「曉風」為筆名，寫過張學友的《忘情冷雨夜》及關淑怡的《星空下的戀人》等名曲....。

## 寶麗金黃金十載
自他被任命為本地部總經理後，除譚詠麟已經紅遍東南亞外，經他統籌的藝人及唱片，大都紅極一時，不但流行榜金曲多不勝數，每年樂壇獲獎金曲、唱片銷量大獎也是全行之冠，旗下巨星如雲，包括王馨平、李克勤、周慧敏、徐小鳳、唐韋琪、草　蜢、許冠傑、陳慧嫻、張學友、陳曉東、黃凱芹、湯寶如、達明一派、溫拿樂隊、黎明、蔡國權、黎瑞恩、劉小慧、鄭嘉穎、劉德華、鍾鎮濤、關淑怡、譚詠麟....等等。直至1996年，他辭去香港寶麗金中文唱片部董事經理一職並移民加拿大，現居卑斯省。

## 填詞作品一覽
在寶麗金黃金十年裏，簡寧主要為寶麗金唱片公司或寳系公司如新藝寳、寳藝星..旗下歌手作詞或作曲，為其他公司作詞或作曲的不多，他一共出版過200多首作品，包括：

### 1985年
| - 蔣麗萍 - 一於要癲 |

### 1987年
| - 李克勤 - 偶然 - 李克勤 - 告別憂鬱 - 鄺美雲 - 幽幽夢裡 | - 彭健新 - 夜裡看世界 - 彭健新 - 風雨同伴 - 彭健新 - For Mona - 張學友 - 最後的告別 |

### 1988年
| - 李克勤 – 夏日之神話（李克勤合填） - 李克勤 – 仍是老地方 - 草 蜢 - 烈火快車 - 草 蜢 - 青空 - 草 蜢 – 舊唱片 - 陳慧嫻 – 不羈戀人 | - 陳慧嫻 – 人生何處不相逢 - 鍾鎮濤 – 現代武俠傳 - 鄺美雲 – 不變的回憶 - 譚詠麟 – 萬能的你 - 譚詠麟 – 水中花（曲、詞） - 譚詠麟 – 擁抱 |

### 1989年
| - 李克勤 – 足球小旋風 - 李克勤 – 風雨夜歸人 - 李克勤、關淑怡 – 劃星 - 草 蜢 – 歲月燃燒 - 陳慧嫻 – 最後的纏綿 - 陳慧嫻 – 虛假浪漫 - 鄺美雲 – 人生漫長路 - 鄺美雲 – 結局 - 風之Group － 夢幻王國 - 風之Group － 禁城 | - 張學友 – 信念（曲、詞） - 張學友 – 迷失的方向 - 張學友 – 給我親愛的 - 張學友 – 忘情冷雨夜（化名「曉風」發表） - 譚詠麟 – 零晨之後（Morning After） - 譚詠麟 – 獨醉街頭 - 關淑怡 – 冬戀 - 關淑怡 – 星空下的戀人（化名「曉風」發表） |

### 1990年
| - 李克勤 – 懷念她 - 李克勤 – 仍然深愛着你 - 草 蜢 – 深淵 - 草 蜢 – 一個無夢的晚上 - 張學友 – 夢中的你 - 張學友 – 期待 - 許冠傑 – 千載願望 - 許冠傑 – 香港製造 - 許茹芸 – 解脫 - 黃凱芹 – 情歸何處 - 劉德華 – 可不可以 - 劉德華 – 短篇小說 | - 黎 明 – 相逢在雨中 - 黎 明 – 情是我所有 - 黎 明 – 飛渡湮雨間 - 羅 文 – 一生一世懷念你 - 譚詠麟 – 夢仍是一樣 - 譚詠麟 – 冷傲的化妝 - 譚詠麟 – 爵士怨曲 - 關淑怡 – 仍是那麼深愛你 - 關淑怡 – 劃破我思念 - 關淑怡 – 無名的哀愁 - 關淑怡 – 烈火 |

### 1991年
| - 李克勤 – 夢斷他鄉 - 李克勤 – 原諒我不懂說話 - 周 影 – 為這夜喝采 - 草 蜢 – 最後一吻 - 張學友 – 一顆不變心 - 張學友 – 我愛玫瑰園 - 張學友 – 夜茫茫（張學友、劉卓輝合填） - 張學友、鄭穎賢 – 緣盡情未了 - 黃凱芹 – 逝去的詩篇 - 劉小慧 – 一世情緣 - 劉小慧 – 初戀情人 | - 劉小慧 – 迷路天使 - 黎 明 – 傷心的背後 - 黎 明 – 是愛是緣 - 黎 明 – 今夜妳會不會來 - 黎 明 – 愛永不變 - 譚詠麟 – 搖擺神話 - 譚詠麟 – 昨天的歌 - 譚詠麟 – Hello Goodbye - 關淑怡 – 親愛的 - 關淑怡 – 仍流著眼淚 - 關淑怡 – 白費心機 |

### 1992年
| - 張學友、湯寶如 – 相思風雨中 - 張學友 – 辛福宣言 - 張學友、黎瑞恩 – 長流不息 - 張學友 - 愛得比你深 - 張學友 - 歲月流情 - 周慧敏 – 孤單的心痛 - 唐韋琪 – 夢中天使（卡通片[長腿叔叔]主題曲） - 蔡國權 - 夢裏可是誰 - 陳慧嫻 – 孤單背影 - 陳慧嫻 – 飄雪 - 湯寶如 – 絕對是個夢 - 黃凱芹 – 雨中的戀人們 - 劉小慧 – 紫色百合 | - 劉小慧 – 寂寞第三者 - 黎 明 – 夢工場 - 黎 明 – 情難自控 - 黎 明 – 夢中相擁 - 黎 明 – 追趕太陽 - 譚詠麟 – Oh Girl! - 譚詠麟 – 緣未了 - 譚詠麟 – 只有你 - 關淑怡 – 天涯何處覓真心 - 關淑怡 – 為何將心傷透 - 鄭梓浩 - 願每天有你的愛 - 甄楚倩 – 相會已無期 |

### 1993年
| - 溫拿樂隊 - 共渡風雨路 - 溫拿樂隊 - 失戀酒吧 - 王馨平、蔡一傑、鄭嘉穎 – 緣份 - 周慧敏 - 孤單的心痛 - 周慧敏 - 留住秋色 - 周慧敏、鄭柏林 – 萬個夢兒 - 張學友 – 等你回來 - 張學友、周慧敏 – 留住秋色 - 張學友、湯寶如 – 情濃半生 - 許秋怡 – 夕陽之戀 - 許秋怡 – 似夢似真 - 許秋怡 – 盼可有日再遇 - 許秋怡 – 夜雨打痛我心 - 許秋怡 – 一首曾共你愛過的歌 | - 陳慧嫻 – 永遠愛你的人 - 陳慧嫻、黎瑞恩 – 為情為愛 - 陸家俊 – 狂熱情炸彈 - 劉小慧 – 永遠的心痛 - 劉小慧 – 別在深秋月明時 - 劉小慧 – 請趕走雨天 - 劉小慧 – 離別太陽西沉時 - 鄭嘉穎 – 情迷五月天 - 譚詠麟 – 壯志豪情 - 譚詠麟 – 烈火街頭 - 關淑怡 – 偷吻 - 黎 明 - 熱舞一族 - 鄒 靜 - 不捨的眷戀 |

### 1994年
| - 周慧敏 – 留戀 - 周慧敏 – 天使的情人 - 周慧敏、邰正宵 - 知己 - 張學友 - 春風秋雨 - 湯寶如 – 狂戀吧 - 湯寶如 – 青春無悔 - 溫碧霞 – 一醉化千愁 - 劉小慧 – 一起走到明天 - 劉小慧 – 忘記我 - 劉彩玉 – 離去的人 - 劉彩玉 – 愛戀的風箏 - 劉彩玉 – 這世界要反轉 - 鄭嘉穎 - 全因身邊有你 | - 鄭嘉穎 - 深情相約 - 黎 明 – 獻出激情 - 黎 明 – 火舞艷陽 - 黎 明 – 別再流淚 - 黎 明、周慧敏 – 愛到最後 - 黎瑞恩 – 妒忌 - 黎瑞恩 – 造夢 - 譚詠麟 – 夢幻的笑容 - 譚詠麟 – 但願與她相擁 - 譚詠麟 – 緣份有限期 - 關淑怡 – 告別戀曲 - 關淑怡 – 窗内窗外 |

### 1995年
| - 江希文 – 相愛一生 - 周慧敏 – 花雨煙雲 - 周慧敏 – 喜歡一個 - 周慧敏 – 失控 - 邰正宵 – 幾番風雨 - 洪楗華、黎瑞恩 – 全是我幸運 - 康 賢 – 反叛的女人 - 康 賢 – 心動心痛 - 梁朝偉 – 無風的晚上 - 陳曉東 – 與我高飛 | - 陳曉東 – 純真色彩 - 湯寶如 – 這是人生 - 黎 明 – 明日世界更漂亮 - 黎 明 – 請你留在我身邊 - 黎 明 – 夢想成真 - 黎 明 – 飄 - 黎 明 – 夢境 - 譚詠麟 – 伴我飛翔 - 譚詠麟、谷村新司 – Born Free |

### 1996年
| - 周慧敏 – 出嫁的清晨 - 陳慧嫻 – 奇妙旅程 - 陳曉東 – 別去的天空 - 陳曉東 – 天生一對 | - 湯寶如 – 愈是無情愈是愛 - 湯寶如 – 夜淒迷 - 譚詠麟 – 夢遊蕩 - 譚詠麟 – 感情回歸 |

### 1997年
| - 李樂詩 – 天涯路 - 湯寶如 – 應不應該 | - 鄭中基 - 情深 - 鄭中基 - 熱情 |

### 1998年
| - 葉蒨文 – 改編故事 - 羅嘉良、張可頤 - 地久天長 1998 |

### 1999年
| - 趙學而 – 真心情人 - 熊天平 - 感動 |

### 2000年
| - 張學友 - 讓你飛 - 王 傑 - 哭泣情歌 |

### 2004年
| - 譚詠麟 – 重疊震撼 - 顏福偉 - 有你才是快樂 |

### 2005年
| - 譚詠麟 – 星光大道（30周年紀念大碟） |

### 2011年
- 姚蘇蓉 - 偷吻
- 許秋怡 - 夕陽之戀

### 2013年
| - 譚詠麟 – 開心失樂園 - 譚詠麟李克勤（左麟右李） – 男人的歌 |

### 2014年
| - 希 亞 - 淚河（國語） - 希 亞 - 愛的天堂（國語） |

### 2015年
| - 譚詠麟 - 銀河歲月（40周年紀念大碟） - 李克勤 - 你最重要 - 胡鴻鈞 - 如這麽愛他 |

### 2016年
| - 溫拿樂隊 - 慶幸一起 - Angela - 星空下的抱擁 - 李國祥 - 給孩子的話 |

### 2018年
| - 譚詠麟 - 天堂的花火 |

### 2022年
| - 譚詠麟 - 莫名的淚 - 譚詠麟 - 等你不等你 - 方文 - 墻邊花兒 - 方文 - 重生 \| - 譚詠麟 - 微笑達人 歷年得獎歌曲 第十一屆十大中文金曲 - 《水中花》 譚詠麟 （不領獎） 第十三屆十大中文金曲 - 《可不可以》劉德華 第十四屆十大中文金曲 - 《一顆不變心》張學友 第十五屆十大中文金曲「最受歡迎卡拉OK歌曲」 - 《相思風雨中》張學友、湯寶如 第十六屆十大中文金曲 - 《等你回來》張學友 第三十八屆十大中文金曲 - 《你最重要》李克勤 1991 TVB十大勁歌金曲獎 - 《今夜你會不會來》黎明 - 《一顆不變心》張學友 1992 TVB十大勁歌金曲獎 最受歡迎男女合唱歌曲獎 - 《相思風雨中》張學友、湯寶如 1992年度新城劲爆家族音乐大赏 劲爆最受欢迎卡拉OK歌曲 - 《相思风雨中》張學友、湯寶如 1992 TVB十大兒歌金曲獎 - 《夢中天使》唐韋琪 1996 TVB十大勁歌金曲獎 - 《奇妙旅程》陳慧嫺 參考資料 1. ↑ . 香港01. 2024-02-23 [2025-04-23]. 外部連結 - 簡寧微博 （页面存档备份，存于） - 簡寧作品 （页面存档备份，存于） \| |
| - 譚詠麟 - 微笑達人 第十一屆十大中文金曲 - 《水中花》 譚詠麟 （不領獎） 第十三屆十大中文金曲 - 《可不可以》劉德華 第十四屆十大中文金曲 - 《一顆不變心》張學友 第十五屆十大中文金曲「最受歡迎卡拉OK歌曲」 - 《相思風雨中》張學友、湯寶如 第十六屆十大中文金曲 - 《等你回來》張學友 第三十八屆十大中文金曲 - 《你最重要》李克勤 1991 TVB十大勁歌金曲獎 - 《今夜你會不會來》黎明 - 《一顆不變心》張學友 1992 TVB十大勁歌金曲獎 最受歡迎男女合唱歌曲獎 - 《相思風雨中》張學友、湯寶如 1992年度新城劲爆家族音乐大赏 劲爆最受欢迎卡拉OK歌曲 - 《相思风雨中》張學友、湯寶如 1992 TVB十大兒歌金曲獎 - 《夢中天使》唐韋琪 1996 TVB十大勁歌金曲獎 - 《奇妙旅程》陳慧嫺 1. - 簡寧微博 （页面存档备份，存于） - 簡寧作品 （页面存档备份，存于） |